# 竹嶌藤次郎
竹嶌 藤次郎（たけしま とうじろう、1881年（明治14年）11月23日 - 1929年（昭和4年）6月13日）は、大日本帝国陸軍軍人。最終階級は陸軍少将。子息は二・二六事件に参加した竹嶌継夫 歩兵中尉（陸士40期次席）。

## 経歴・人物
滋賀県出身。1902年（明治35年）陸軍士官学校第14期卒業。1908年（明治41年）陸軍砲工学校高等科第14期を優等で卒業。
1924年（大正13年）5月に陸軍工兵大佐・工兵第9大隊長、1926年（大正15年）3月に陸軍省兵器局器材課長を経て、1929年（昭和4年）6月13日に没し、陸軍少将に特進した。